# فهرست توپولوژی‌ها
در زیر، فهرستی از فضاهای توپولوژیکی که در متون توپولوژی و شاخه‌های مرتبط با آن در ریاضیات ظاهر می‌گردند، آورده شده‌است. این فهرست، خواص فضاهای توپولوژیکی را فهرست نکرده؛ برای خواص توپولوژیکی، فهرست موضوعات توپولوژی عمومی و خاصیت توپولوژیکی را ببینید.

## فضاهای معروف
- مجموعه کانتور - زیرمجموعه‌ای از بازه بسته {\displaystyle \left[0,1\right]}
  - غبار کانتور
- فضای گسسته - تمام زیرمجموعه‌ها باز اند.
- توپولوژی اقلیدسی - توپولوژی طبیعی روی فضای اقلیدسی {\displaystyle \mathbb {R} ^{n}} که توسط متریک اقلیدسی القاء شده که خود آن توسط نرم اقلیدسی القاء شده‌است.
- توپولوژی ناگسسته، توپولوژی آشوبناک یا توپولوژی بدیهی - تنها مجموعه تهی و متممش باز اند.